# The summer
The summer es un EP de la banda estadounidense Never Shout Never. Fue lanzado el 23 de junio de 2009 a través de Loveway y Warner Bros. Records.

## Lista de canciones
| Edición estándar |                     |          |  |
| N.º              | Título              | Duración |  |
| 1.               | «Happy»             | 2:36     |  |
| 2.               | «Hummingbird»       | 3:05     |  |
| 3.               | «I Just Laugh»      | 2:38     |  |
| 4.               | «Simple Enough»     | 2:16     |  |
| 5.               | «On the Brightside» | 2:05     |  |
| 6.               | «Losing It»         | 3:30     |  |

| Edición de iTunes |                     |          |  |
| N.º               | Título              | Duración |  |
| 1.                | «Happy»             | 2:36     |  |
| 2.                | «Hummingbird»       | 3:05     |  |
| 3.                | «I Just Laugh»      | 2:38     |  |
| 4.                | «Simple Enough»     | 2:16     |  |
| 5.                | «On the Brightside» | 2:05     |  |
| 6.                | «Losing It»         | 3:30     |  |
| 7.                | «Liar Liar»         | 3:10     |  |

| Edición especial |                     |          |  |
| N.º              | Título              | Duración |  |
| 1.               | «Happy»             | 2:36     |  |
| 2.               | «Hummingbird»       | 3:05     |  |
| 3.               | «I Just Laugh»      | 2:38     |  |
| 4.               | «Simple Enough»     | 2:16     |  |
| 5.               | «On the Brightside» | 2:05     |  |
| 6.               | «Losing It»         | 3:30     |  |
| 7.               | «Liar Liar»         | 3:10     |  |
| 8.               | «The Duet»          | 2:09     |  |

## Posicionamiento en listas
| Estados Unidos | Billboard 200      | 57 |
| Estados Unidos | Rock Albums        | 21 |
| Estados Unidos | Alternative Albums | 16 |
| Estados Unidos | Digital Albums     | 57 |

## Personal

### Músicos
Never Shout Never
- Christofer Drew – voz, guitarra, bajo eléctrico, ukelele, piano, batería, sintetizador, programación
- Patrick Carrie – guitarra, voz
- Jamie Sheridan – guitarra
- Hayden Benton – batería, coros

### Producción
- Producido, mezclado y masterizado por Forrest Kline y Christofer Drew